# Famille de Rafita
La famille de Rafita est une petite famille d'astéroïdes de la ceinture principale, comprenant (1644) Rafita qui lui donne son nom.